# Estado Nor-Peruano
El Estado Nor-Peruano (también denominado como República Nor-Peruana), fue uno de los tres estados que conformaron de la Confederación Perú-Boliviana. Nació a partir de la división de la República del Perú en dos estados (el otro fue el Estado Sud-Peruano). Su capital fue la ciudad de Lima. Comprendía los territorios desde la frontera con Colombia y Ecuador y los antiguos departamentos de La Libertad (capital Trujillo), Amazonas, Lima y Junín (entonces capital Tarma).
Su máxima autoridad fue el Protector Supremo de la Confederación Perú Boliviana, Andrés de Santa Cruz.
Presidentes provisorios del Estado Nor-Peruano fueron:
- Luis José de Orbegoso (21 de agosto de 1837 - 1 de septiembre de 1838)
- José de la Riva-Agüero (11 de agosto de 1838 - 24 de enero de 1839)

## Orígenes

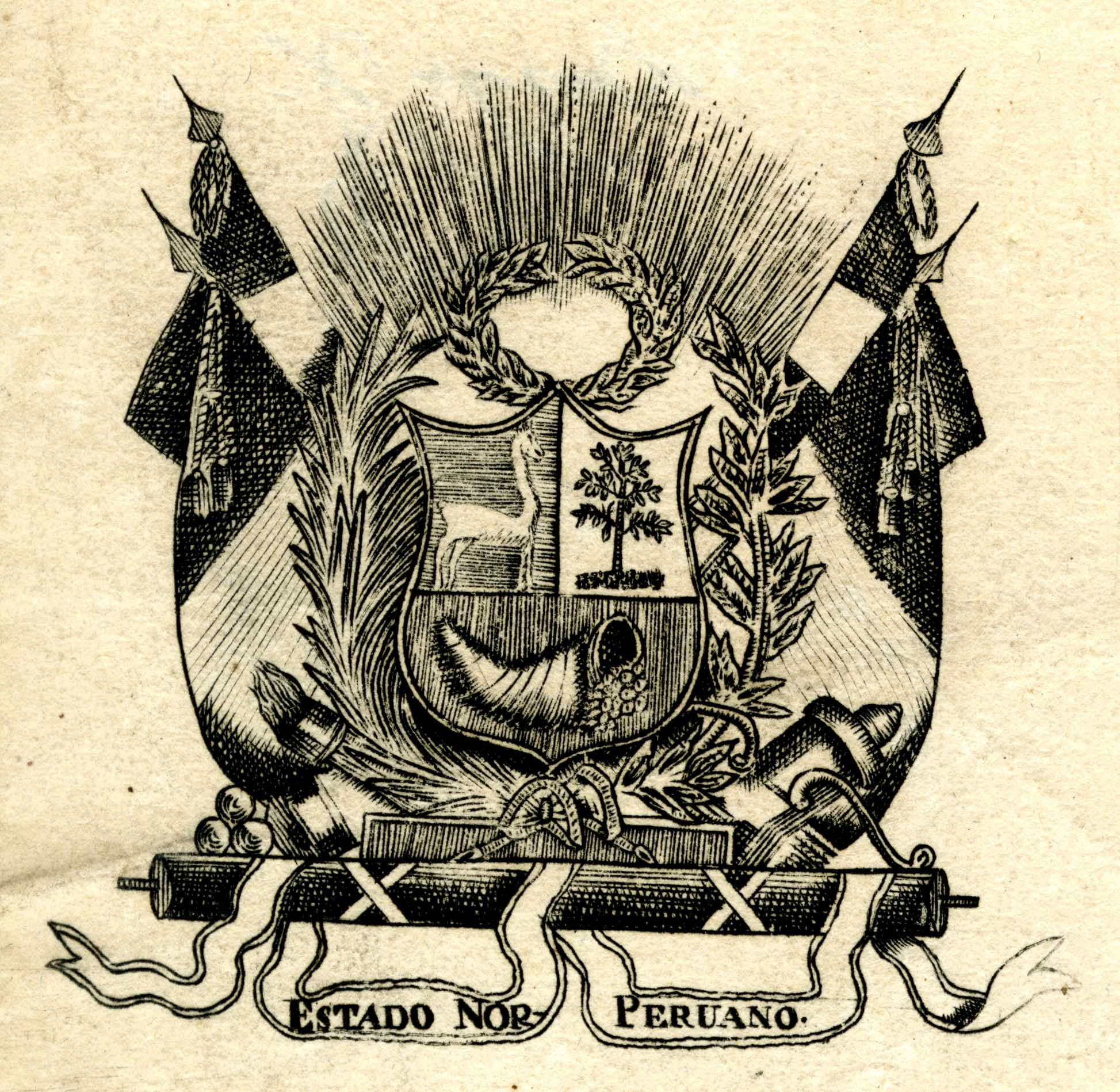
Imagen del escudo del Estado Nor-Peruano

El Estado Nor-Peruano fue uno de los tres estados que conformaron la Confederación Perú-Boliviana pero en 1837 se separó de la confederación para integrar el Ejército Unido Restaurador. Esta nació a partir de la división de la República del Perú en dos Estados luego de un proceso de anarquía y gran inestabilidad política en el cual se sumió dicha nación durante las primeras dos décadas de independencia. Justificado en este complejo escenario, Andrés de Santa Cruz, Presidente de la República de Bolivia, intervino en la política interna del Perú, instando en la reorganización del país, mediante la creación de una confederación formada por la República de Bolivia, y por dos nuevos estados surgidos de la República del Perú, el Estado Nor-Peruano y el Estado Sud-Peruano.
Santa Cruz instó a que cada uno de esos estados fundacionales de la confederación convocasen a sendos congresos constituyentes. Los representantes del sur del Perú se reunieron en la Asamblea de Sicuani en marzo de 1836, y los de Bolivia en un Congreso Extraordinario en Tapacarí, en junio del mismo año. En ambos casos se acordó celebrar a la brevedad la unión a la Confederación Perú-Boliviana. Los representantes del norte del Perú tardaron más en reunirse, ya que en dicha zona no era popular el proyecto confederacionista, pues a diferencia del sur peruano, carecía de vínculos directos con Bolivia, y temía perder su preponderancia tradicional que había ejercido hasta entonces en la vida del Perú, con Lima como centro neurálgico.
La Asamblea deliberante del Norte se reunió en la Casa del Balcón de Huaura, del 3 al 24 de agosto de 1836, vigilada por una división boliviana, y cautelado en sus decisiones por los jefes de ese ejército, generales José Trinidad Morán y Ramón Herrera. Dicha asamblea estuvo compuesta por 20 diputados que representaban a los departamentos de Amazonas, Junín, La Libertad y Lima, bajo la presidencia de Evaristo Gómez Sánchez. Ante ella presentó su renuncia el presidente provisorio del Perú, Luis José de Orbegoso, que no fue aceptada, quedando momentáneamente como presidente provisorio del Estado Nor-Peruano.
La Asamblea de Huaura, con fecha 6 de agosto de 1836 dio la Constitución del Estado Nor-Peruano, la cual fue promulgada el día 11 de agosto por el presidente Orbegoso. En ellas se estipuló lo siguiente:
- La formación de un estado libre e independiente a base de los departamentos de Amazonas (capital Chachapoyas), Huaylas (capital Huaraz), Junín (capital Tarma), La Libertad (capital Trujillo) y Lima (capital Lima). Adoptaría el nombre de Estado Nor-Peruano, cuya forma de gobierno sería la popular representativa.
- La federación de dicho Estado con Bolivia y con el Estado Sud-Peruano, formando la gran Confederación Perú-Boliviana. Las bases de dicha confederación debían se fijadas por un congreso de plenipotenciarios nombrados por cada uno de los tres estados.
- El otorgamiento de la suma del poder público al mariscal Andrés de Santa Cruz bajo el título de Supremo Protector del Estado Nor-Peruano y con las facultades de nombrar un sustituto cuyas funciones él mismo detallaría, debiendo ser ellas limitadas.
- La adopción del mismo pabellón, escudo de armas y tipo de moneda que había tenido la República del Perú, con la única diferencia de que se sustituiría este nombre por el de «Estado Nor-Peruano».

## Establecimiento de la Confederación

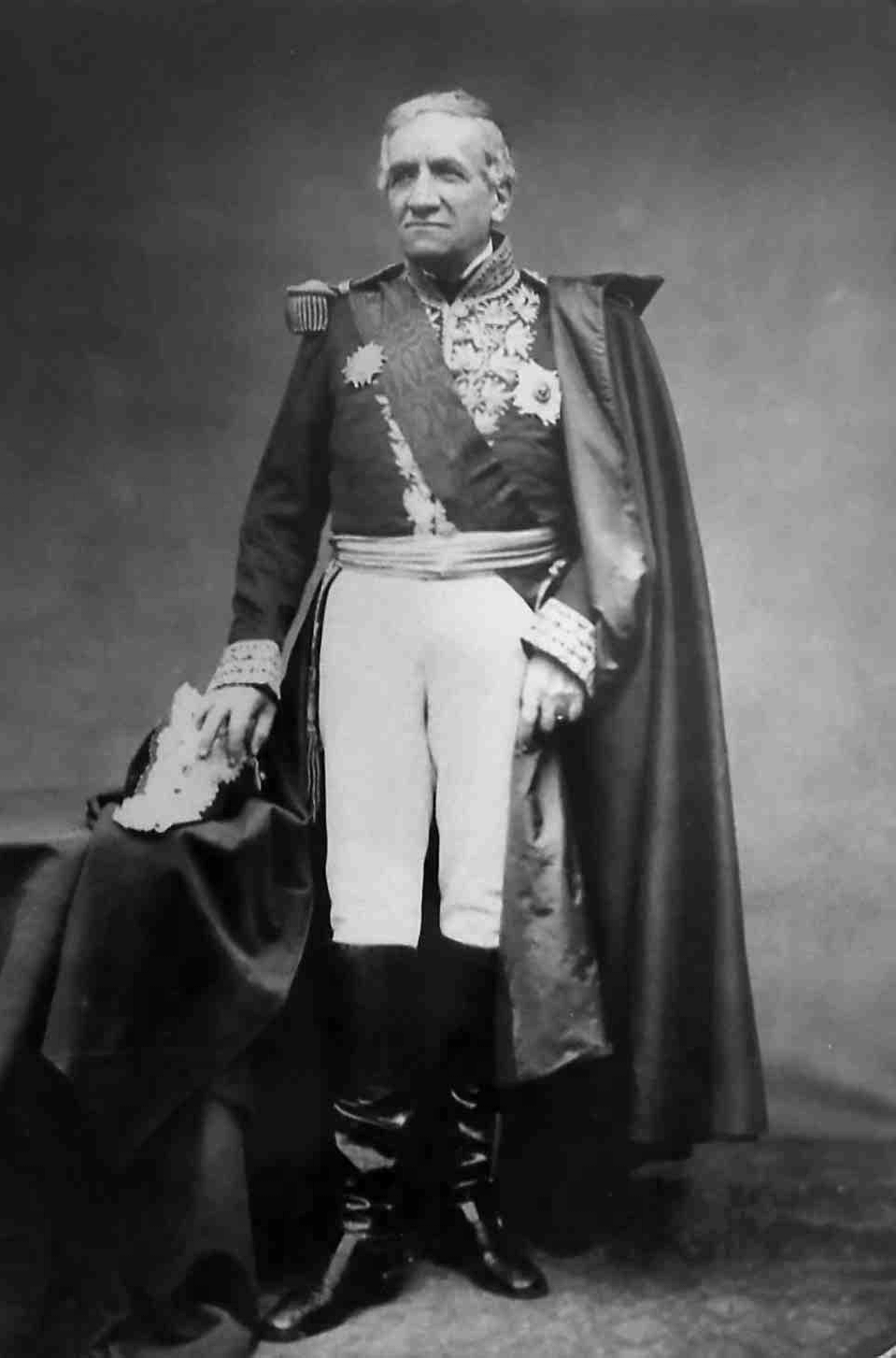
El Mariscal Andrés de Santa Cruz.

Otorgado el poder político a Santa Cruz, tanto del Sur como del Norte del Perú, una comisión de la Asamblea de Huaura se constituyó en Lima para tomarle juramento. Santa Cruz, que había esperado en Tarma mientras debatía la Asamblea, entró triunfalmente a Lima el 15 de agosto de 1836, asumiendo el mando como Supremo Protector de los Estados Sud y Nor Peruanos. 
Provisto pues, de todos los elementos legales que le otorgaron las asambleas de los tres estados (Nor-Perú, Sud-Perú y Bolivia), Santa Cruz decretó establecida la Confederación Perú-Boliviana, por decreto dado en Lima el 28 de octubre de 1836.
Cabe señalar que esas tres asambleas tuvieron un carácter improvisado, fueron poco representativas y se desarrollaron bajo el influjo autoritario de Santa Cruz. No obstante, sus acuerdos posibilitaron armar el edificio confederativo.
Santa Cruz convocó luego a un congreso de plenipotenciarios de los tres estados, el llamado Congreso de Tacna, para que discutiera las bases de la estructura administrativa de la Confederación. Este Congreso dio la llamada «Ley fundamental de la Confederación Perú-Boliviana», más conocido como el Pacto de Tacna (1 de mayo de 1837), que ofició de carta magna o constitución de la confederación. De acuerdo a este documento, cada Estado tendría su propio gobierno, pero existiría un poder ejecutivo central (Protectorado) y un poder legislativo general (un Congreso con dos cámaras: la de senadores y la de representantes).
Como el Pacto de Tacna no satisfizo ni a Bolivia ni a los dos Perúes, debido principalmente a que los plenipotenciarios del Congreso habían sido impuestos por Santa Cruz, este decidió convocar un nuevo Congreso, el 13 de marzo de 1838. Pero la guerra desatada por Chile y los emigrados peruanos contra la Confederación impidieron la reunión de esa nueva asamblea.

## Organización territorial

El Estado Nor-Peruano estaba subdividido en cuatro departamentos:
1. Amazonas, capital Chachapoyas.
2. Junín, capital Huancayo.
3. La Libertad, capital Trujillo.
4. Lima, capital Lima.

En 1836 se creó (o para ser más exactos, se recreó) el departamento de Huaylas, con capital en Huaraz, que años después cambiaría su nombre por el de Áncash. 

## Organización política
El Estado Nor-Peruano tenía sus propios poderes de gobierno (Ejecutivo y Legislativo), pero por encima de ellos estaba un gobierno central, representado por el Supremo Protectorado y el Congreso General.

### Poder Ejecutivo

#### Protector Supremo
La máxima autoridad o jefe supremo era el Protector de la Confederación Perú-Boliviana, acompañado de un cuerpo de ministros de Estado. Su período de gobierno se fijó en diez años, pudiendo ser reelegido indefinidamente. Era a la vez generalísimo de las fuerzas de mar y tierra de las repúblicas confederadas.
El único Protector Supremo de la Confederación Perú-Boliviana fue el mariscal Andrés de Santa Cruz, quien ostentaba también el cargo de Presidente de Bolivia y de Supremo Protector de cada uno de los Estados peruanos. La capital de la Confederación inicialmente se estableció en la ciudad de Lima, para posteriormente trasladarse a la ciudad de Tacna.

#### Presidente Provisorio del Estado
El primer Presidente Provisorio del Estado Nor-Peruano fue el mariscal Luis José de Orbegoso, quien tuvo que ceder dicho poder a Santa Cruz, cuando este fue nombrado Supremo Protector de dicho Estado (de acuerdo a la Constitución del Estado Nor Peruano, dada el 11 de agosto de 1836). Al Supremo Protector se le permitió delegar el mando en alguna persona o personas de confianza, cuando se ausentara del Estado (cuya capital era Lima).
Ante su probable ausencia de Lima, Santa Cruz, por decreto del 11 de noviembre de 1836, encargó el mando del Estado a un Consejo de Gobierno, y por el posterior decreto del 3 de febrero de 1837, al Consejo de Ministros.
Cuando Santa Cruz partió hacia el sur para enfrentar a la primera expedición restauradora, Orbegoso reasumió como Presidente Provisorio del Estado (21 de agosto de 1837), el mismo que lo ejerció con un interregno de 51 días por enfermedad, hasta que fue destituido el 11 de agosto de 1838 y se nombró en su lugar, también a título provisorio, al mariscal José de la Riva-Agüero, con quien finalizó dicho cargo. 

### Poder Legislativo

#### Asamblea deliberante del Norte
La Asamblea deliberante del Norte o Asamblea de Huaura fue el ente legislativo primigenio del Estado Nor-Peruano. Ella fue la que dio el 6 de agosto de 1836 la Constitución del Estado Nor Peruano.

#### Congreso General
El Congreso de Tacna, donde se reunieron los plenipotenciarios designados y nombrados por cada uno de los tres estados, se arrogó las atribuciones legislativas de la gran confederación y dio la «Ley fundamental de la Confederación Perú-Boliviana» o Pacto de Tacna (1 de mayo de 1837), el cual, en lo que respecta al poder legislativo, estableció un Congreso General con dos cámaras: la de senadores y la de representantes. Este Congreso General quedó solo en proyecto y nunca se reunió, por motivo de la guerra desatada por Chile.

### Poder Judicial
Si bien no se definió mediante la carta fundamental del estado, ni las características ni las atribuciones del poder judicial, en la práctica este estaba representada por cuatro cortes de justicia.
- Corte Superior de Justicia de Lima
- Corte Superior de Justicia de Trujillo
- Corte Superior de Justicia del Chachapoyas
- Corte Superior de Justicia de Tarma

## Gobierno del Estado Nor-Peruano

### Gobierno previo a la fundación
| Gobierno          | Gobierno                                       | Presidente        | Presidente                              | Origen                    | Designación                            | Inauguración                 | Culminación                   | Vicepresidente    |
| República Peruana | República Peruana                              | República Peruana | República Peruana                       | República Peruana         | República Peruana                      | República Peruana            | República Peruana             | República Peruana |
| ----------------- | ---------------------------------------------- | ----------------- | --------------------------------------- | ------------------------- | -------------------------------------- | ---------------------------- | ----------------------------- | ----------------- |
| -                 | Presidente de la República Peruana (1833-1836) |                   | Luis José de Orbegoso y Moncada Galindo | La Libertad, Villa Usquil | Convención Nacional (Congreso Peruano) | sábado, 21 dic. 1833 en Lima | jueves, 11 ago. 1836 Renuncia | vacante           |

### Protectorado del Nor-Perú
| Gobierno                  | Gobierno                                     | Protector | Protector                         | Origen                    | Designación                                | Inauguración                   | Culminación                      | Vicepresidente            |
| Protectorado del Nor Perú | Protectorado del Nor Perú                    | Protectorado del Nor Perú | Protectorado del Nor Perú         | Protectorado del Nor Perú | Protectorado del Nor Perú                  | Protectorado del Nor Perú      | Protectorado del Nor Perú        | Protectorado del Nor Perú |
| ------------------------- | -------------------------------------------- | --- | --------------------------------- | ------------------------- | ------------------------------------------ | ------------------------------ | -------------------------------- | ------------------------- |
| -                         | Protector del Estado Nor-Peruano (1836-1839) | | Andrés de Santa Cruz y Calahumana | La Paz, Ciudad de La Paz  | Constitución del Estado Asamblea de Huaura | jueves, 11 ago. 1836 en Huaura | miércoles, 20 feb. 1839 renuncia | vacante                   |
| -                         | Protector del Estado Nor-Peruano (1836-1839) | Cambios jurídicos en el mando: - sábado, 6 ago. 1836: La Asamblea de Huaura, da la Constitución del Estado Nor-Peruano, comprometiéndose confederarse con el Sud Perú y Bolivia; asimismo se nombra a Santa Cruz como Protector del Nor Perú. - jueves, 11 ago. 1836: El Presidente de la República Peruana (Orbegoso), promulga la Constitución del Estado Nor-Peruano. - lunes, 1 may. 1837: El Congreso de Tacna aprueba la Ley fundamental de la Confederación Perú-Boliviana. - lunes, 1 may. 1837: El Congreso de Tacna nombra a Santa Cruz, como el Protector de la Confederación Perú-Boliviana. - miércoles, 9 may. 1837: Santa Cruz, promulga la Ley fundamental de la Confederación Perú-Boliviana, juramentando como Supremo Protector de la Confederación Perú-Boliviana, quedando Orbegoso como presidente del Estado Nor-Peruano. |                                   |                           |                                            |                                |                                  |                           |

### Presidentes del Nor-Perú
| Gobierno                                              | Gobierno                                              | Presidente | Presidente                                            | Origen                                                | Designación                                                           | Inauguración                                          | Culminación                                           | Vicepresidente                                        |
| Estado Sud-Peruano de la Confederación Perú-Boliviana | Estado Sud-Peruano de la Confederación Perú-Boliviana | Estado Sud-Peruano de la Confederación Perú-Boliviana | Estado Sud-Peruano de la Confederación Perú-Boliviana | Estado Sud-Peruano de la Confederación Perú-Boliviana | Estado Sud-Peruano de la Confederación Perú-Boliviana                 | Estado Sud-Peruano de la Confederación Perú-Boliviana | Estado Sud-Peruano de la Confederación Perú-Boliviana | Estado Sud-Peruano de la Confederación Perú-Boliviana |
| ----------------------------------------------------- | ----------------------------------------------------- | --- | ----------------------------------------------------- | ----------------------------------------------------- | --------------------------------------------------------------------- | ----------------------------------------------------- | ----------------------------------------------------- | ----------------------------------------------------- |
| 1                                                     | Presidente del Estado Nor-Peruano (1837-1838)         | | Luis José de Orbegoso y Moncada Galindo               | La Libertad, Villa Usquil                             | Asamblea de Huaura                                                    | lunes, 21 de agosto de 1837 en Huaura                 | sábado, 11 ago. 1838 renuncia                         | vacante                                               |
| 1                                                     | Presidente del Estado Nor-Peruano (1837-1838)         | Nota: Durante la invasión de Ejército Restaurador, Orbegoso rompe relaciones con Santa Cruz, por lo que este último (el Protector de la Confederación), nombra a José de la Riva Agüero como presidente provisorio del Nor-Perú. Asimismo Orbegoso, el 30 de julio de 1838 declara la secesión de la República Peruana del Norte de la Confederación Perú-Boliviana, y le declara la guerra tanto a los Restauradores y como a la Confederación. |                                                       |                                                       |                                                                       |                                                       |                                                       |                                                       |
| 2                                                     | Presidente del Estado Nor-Peruano (1838-1839)         | | José Mariano de la Riva Agüero y Sánchez Boquete      | Lima, Ciudad de Lima                                  | Nombrado por el Protector de la Confederación (Presidente provisorio) | sábado, 11 ago. 1838 en Lima                          | jueves, 24 de enero de 1839 derrocado                 | vacante                                               |

## Fin de la Confederación
El establecimiento de la Confederación Perú-Boliviana, así como la figura de Santa Cruz como su máxima autoridad, generó el descontento de los gobiernos de Chile y de Argentina, por lo que declararon la guerra a la confederación. Una primera expedición de los chilenos, llamada “restauradora” y que estaba apoyada por los emigrados peruanos opositores de Santa Cruz, no tuvo éxito y fue cercada por las fuerzas confederadas en las inmediaciones de Arequipa. Ambas partes celebraron un tratado de paz (Tratado de Paucarpata), por la cual Santa Cruz dejó volver a su patria a los chilenos, a condición de que reconocieran la Confederación. Mientras que en el otro frente, los bolivianos contuvieron a los argentinos.

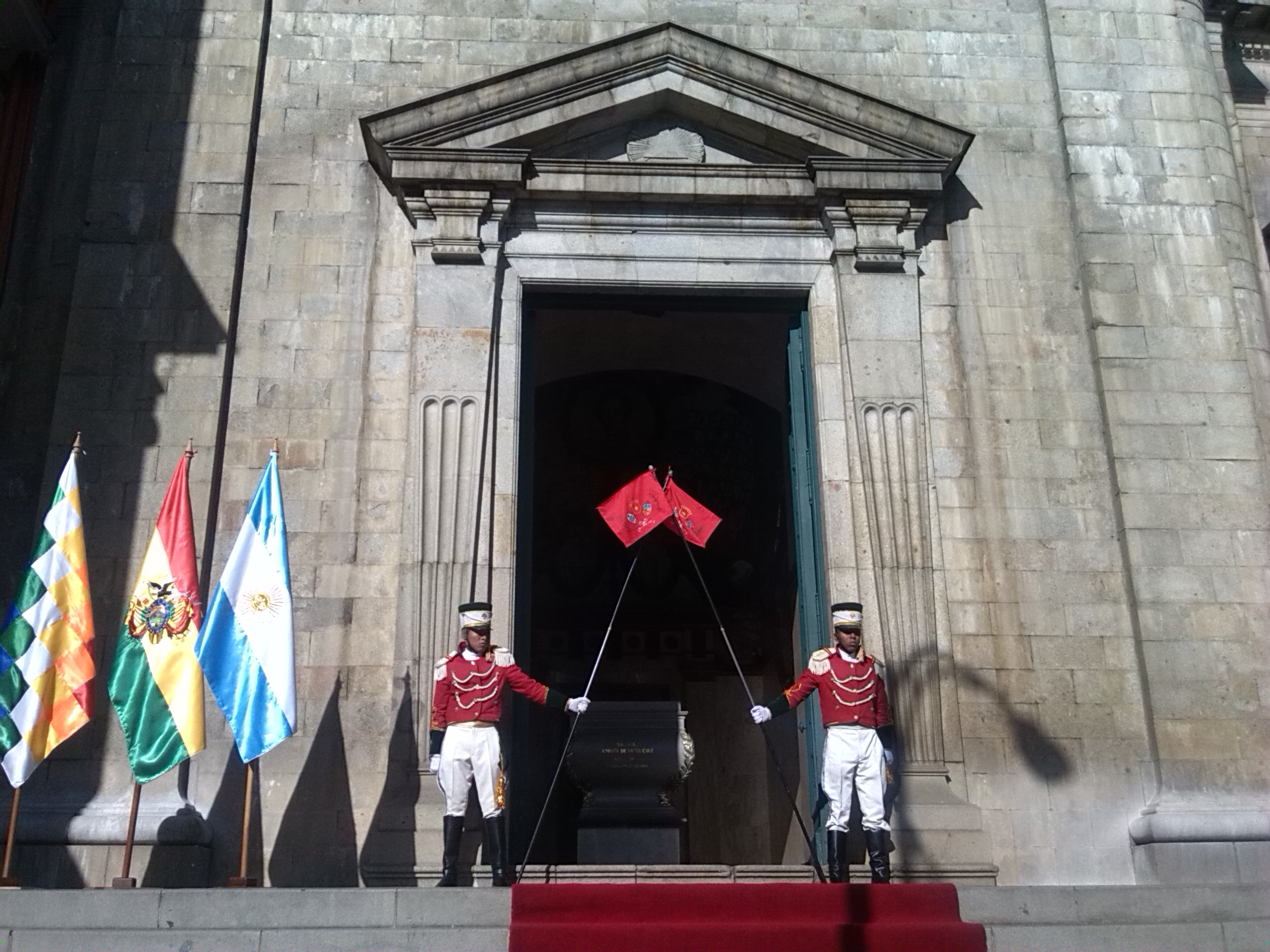
Vista de la Catedral Metropolitana ubicada en pleno centro histórico de la ciudad de La Paz que actualmente alberga la tumba donde descansan los restos mortales del Gran Mariscal de Zepita Andrés de Santa Cruz y Calahumana, los cuales fueron repatriados desde Francia hasta Bolivia (después de 100 años de su muerte ocurrida en 1865), siendo en la actualidad celosamente custodiado y vigilado durante todos los días por una "Guardia de Honor" desde 1965, compuesta por soldados del Ejército de Bolivia que al igual que el Gobierno de Bolivia también le rinden el respectivo reconocimiento y homenaje oficial, portando la bandera de la Confederación Perú-Boliviana.

El gobierno chileno desconoció el Tratado de Paucarpata y partió de Valparaíso una segunda Expedición Restauradora, apoyada igualmente por los emigrados peruanos, encabezados esta vez por Agustín Gamarra. Esta expedición desembarcó en Ancón, es decir en territorio del Estado Nor-Peruano donde la causa de la confederación no tenía tanta popularidad como en el sur. El presidente de dicho Estado, mariscal Orbegoso, asumió una posición peruanista pura y se propuso expulsar tanto a los chilenos como a los bolivianos, pero resultó derrotado por los restauradores en la batalla de Portada de Guías, en las afueras de Lima (21 de agosto de 1838). Los restauradores ingresaron a Lima y Gamarra fue proclamado como Presidente provisional del Perú, en sesión de Cabildo Abierto del 25 de agosto de 1838. Pero en noviembre de ese año tuvieron que abandonar la capital, que cayó en poder de los confederados. Santa Cruz nombró como nuevo presidente provisorio del Estado Nor-Peruano al mariscal José de la Riva-Agüero.
Los restauradores decidieron entonces cambiar el escenario de la lucha.  Se retiraron al Callejón de Huaylas, en el norte del Perú, donde se aprovisionaron y reorganizaron. Tras un primer encuentro indeciso en Buin, los confederados fueron definitivamente derrotados en la batalla de Yungay (20 de enero de 1839). Santa Cruz huyó apresuradamente hacia Lima y de allí partió al destierro. Así finalizó el régimen de la Confederación. 
Tras el fin de la Confederación, se reorganizó cada uno de los tres estados confederados a su situación original y anterior a 1836, separándose la República de Bolivia y reuniéndose el Estado Nor-Peruano y Estado Sur-Peruano en la República del Perú. La nueva Constitución Política de la República Peruana, dada por el Congreso General el día 10 de noviembre de 1839 en la ciudad de Huancayo, refrendó la reorganización del país a su estado anterior a la existencia de la confederación, quedando explícitamente prohibido en adelante todo pacto que se opusiera a la unidad de la república.